# Ryttere og hold i Tour de France 2007
Rytterne og holdene i Tour de France 2007 dækker over de professionelle cykelryttere, der deltager i Tour de France 2007 fra 7. til 29. juli.

## Om listen
Følgende er en vejledning til listens indhold og notationer.

### Antal ryttere
I 2007 starter 189 ryttere fordelt på 21 hold af 9 ryttere på hvert. På grund af Floyd Landis endnu ikke afgjorte dopingsag er der ikke en rytter der under løber kører med nr. 1 på ryggen. Derfor er numrene 2 til 9 også udelukket.

### Udgåede ryttere
En række ryttere på nedenstående liste har ikke gennemført løbet. Det er ud fra en af følgende årsager:
Suspenderet (SUS)Rytteren er udelukket fra løbet før løbsstart af eget hold
Udelukket (UDL)Rytteren er udelukket fra løbet før løbsstart af løbsledelsen
Diskvalificeret (DIS)Rytteren er udgået under løbet grundet diskvalifikation fra løbsledelsen
Tidsfrist (TID)Rytteren er udgået under løbet grundet tidsfristen på den enkelte etape
Tilbagetrækning (TBG)Rytteren er udgået under løbet grundet frivillig tilbagetrækning – enten under eller mellem etaper.

### Danske ryttere
Den eneste danske rytter i dette års løb er Michael Rasmussen, der kører for Rabobank.

## Hold

### Caisse d'Epargne
Nationalitet:  Spanien

Sportsleder: Eusebio Unzue
| Nr. | Navn                  | Nationalitet | Placering | Bemærkninger           |
| --- | --------------------- | ------------ | --------- | ---------------------- |
| 11  | Oscar Pereiro Sio     | Spanien      |           |                        |
| 12  | David Arroyo          | Spanien      |           |                        |
| 13  | Vicente Garcia Acosta | Spanien      |           |                        |
| 14  | José Ivan Gutierrez   | Spanien      |           |                        |
| 15  | Vladimir Karpets      | Rusland      |           |                        |
| 16  | Francisco Pérez       | Spanien      |           |                        |
| 17  | Nicolas Portal        | Frankrig     |           |                        |
| 18  | Alejandro Valverde    | Spanien      |           |                        |
| 19  | Xabier Zandio         | Spanien      | TBG       | Udgået efter 4. etape. |

### T-Mobile Team
Nationalitet:  Tyskland

Sportsleder: Brian Holm
| Nr. | Navn             | Nationalitet | Placering | Bemærkninger |
| --- | ---------------- | ------------ | --------- | --- |
| 26  | Michael Rogers   | Australien   | TBG       | Udgået under 8. etape. |
| 21  | Marcus Burghardt | Tyskland     |           | |
| 22  | Mark Cavendish   | England      | TBG       | Udgået under 8. etape. |
| 23  | Bernhard Eisel   | Østrig       |           | |
| 24  | Linus Gerdemann  | Tyskland     |           | Vinder af 7. etape. Gul førertrøje på 8. etape. |
| 25  | Bert Grabsch     | Tyskland     |           | |
| 27  | Kim Kirchen      | Luxembourg   |           | |
| 28  | Axel Merckx      | Belgien      |           | |
| 29  | Patrik Sinkewitz | Tyskland     | TBG       | Udgik efter at være kollideret med en tilskuer umiddelbart efter 8. etapes afslutning. Senere kom det frem at en dopingtest taget den 8. juni havde afsløret unaturligt store mængder testosteron i blodet på cykelrytteren, der således blev den første dopingsynder der blev afsløret under årets Tour de France. |

### Team CSC
Nationalitet:  Danmark

Sportsleder: Kim Andersen
| Nr. | Navn                 | Nationalitet | Placering | Bemærkninger |
| --- | -------------------- | ------------ | --------- | --- |
| 31  | Carlos Sastre        | Spanien      |           | |
| 32  | Kurt-Asle Arvesen    | Norge        |           | |
| 33  | Fabian Cancellara    | Schweiz      |           | Vinder af prologen og 3. etape. Gul førertrøje på 1. til 7. etape. |
| 34  | Inigo Cuesta         | Spanien      |           | |
| 35  | Stuart O'Grady       | Australien   | TBG       | Udgået under 8. etape grundet styrt. Punkterede højre lunge og brækkede kravebenet, skulderbladet, fem ribben samt tre tapper på ryghvirvlerne. Selve rygsøjlen tog dog ikke skade. |
| 36  | Frank Schleck        | Luxembourg   |           | |
| 37  | Christian Vandevelde | USA          |           | |
| 38  | Jens Voigt           | Tyskland     |           | |
| 39  | David Zabriskie      | USA          | TID       | Faldt for tidsgrænsen på 11. etape. |

### Predictor-Lotto
Nationalitet:  Belgien

Sportsleder: Herman Frison
| Nr. | Navn               | Nationalitet | Placering | Bemærkninger                                           |
| --- | ------------------ | ------------ | --------- | ------------------------------------------------------ |
| 41  | Cadel Evans        | Australien   |           |                                                        |
| 42  | Mario Aerts        | Belgien      |           |                                                        |
| 43  | Dario Cioni        | Italien      |           |                                                        |
| 44  | Chris Horner       | USA          |           |                                                        |
| 45  | Leif Hoste         | Belgien      |           |                                                        |
| 46  | Robbie McEwen      | Australien   | TID       | Vinder af 1. etape. Faldt for tidsgrænsen på 8. etape. |
| 47  | Fred Rodriguez     | USA          | TBG       | Udgik på 15. etape.                                    |
| 48  | Johan van Summeren | Belgien      |           |                                                        |
| 49  | Wim Vansevenant    | Belgien      |           |                                                        |

### Rabobank
Nationalitet:  Holland

Sportsleder: Erik Breukink
| Nr. | Navn                | Nationalitet | Placering | Bemærkninger |
| --- | ------------------- | ------------ | --------- | --- |
| 51  | Denis Menchov       | Rusland      | TBG       | Udgik på 17. etape. |
| 52  | Michael Boogerd     | Holland      |           | |
| 53  | Bram de Groot       | Holland      |           | |
| 54  | Thomas Dekker       | Holland      |           | |
| 55  | Juan Antonio Flecha | Spanien      |           | |
| 56  | Óscar Freire        | Spanien      | TBG       | Udgået efter 6. etape. |
| 57  | Grischa Niermann    | Tyskland     |           | |
| 58  | Michael Rasmussen   | Danmark      | SUS       | Vinder af 8. etape og 16. etape. Gul førertrøje fra 9. til 16. etape. Grundet oplysning om, at han ikke havde informeret holdet korrekt om sit opholdssted i juni, valgte Rabobank at trække ham ud af Tour de France. |
| 59  | Pieter Weening      | Holland      |           | |

### ag2r Prévoyance
Nationalitet:  Frankrig

Sportsleder: Vincent Lavenu
| Nr. | Navn              | Nationalitet | Placering | Bemærkninger                                                                 |
| --- | ----------------- | ------------ | --------- | ---------------------------------------------------------------------------- |
| 61  | Christophe Moreau | Frankrig     |           |                                                                              |
| 62  | José Luis Arrieta | Spanien      |           |                                                                              |
| 63  | Sylvain Calzati   | Frankrig     | TBG       | Trak sig inden 11. etape pga problemer med begge knæ og den ene akillessene. |
| 64  | Cyril Dessel      | Frankrig     | TBG       | Udgik på 15. etape.                                                          |
| 65  | Martin Elmiger    | Schweiz      |           |                                                                              |
| 66  | John Gadret       | Frankrig     |           |                                                                              |
| 67  | Simon Gerrans     | Australien   |           |                                                                              |
| 68  | Stéphane Goubert  | Frankrig     |           |                                                                              |
| 69  | Ludovic Turpin    | Frankrig     |           |                                                                              |

### Euskaltel-Euskadi
Nationalitet:  Spanien

Sportsleder: Gorka Gerrikagoitia
| Nr. | Navn            | Nationalitet | Placering | Bemærkninger         |
| --- | --------------- | ------------ | --------- | -------------------- |
| 71  | Haimar Zubeldia | Spanien      |           |                      |
| 72  | Igor Anton      | Spanien      | TBG       | Udgået på 11. etape. |
| 73  | Mikel Astarloza | Spanien      |           |                      |
| 74  | Jorge Azanza    | Spanien      |           |                      |
| 75  | Iñaki Isasi     | Spanien      |           |                      |
| 76  | Iñigo Landaluze | Spanien      |           |                      |
| 77  | Ruben Perez     | Spanien      |           |                      |
| 78  | Amets Txurruka  | Spanien      |           |                      |
| 79  | Gorka Verdugo   | Spanien      |           |                      |

### Lampre-Fondital
Nationalitet:  Italien

Sportsleder: Fabrizio Bontempi
| Nr. | Navn              | Nationalitet | Placering | Bemærkninger                       |
| --- | ----------------- | ------------ | --------- | ---------------------------------- |
| 81  | Alessandro Ballan | Italien      |           |                                    |
| 82  | Daniele Bennati   | Italien      |           |                                    |
| 83  | Paolo Bossoni     | Italien      |           |                                    |
| 84  | Marzio Bruseghin  | Italien      |           |                                    |
| 85  | Claudio Corioni   | Italien      |           |                                    |
| 86  | Danilo Napolitano | Italien      | TID       | Faldt for tidsgrænsen på 8. etape. |
| 87  | Daniele Righi     | Italien      |           |                                    |
| 87  | Tadej Valjavec    | Slovakiet    |           |                                    |
| 88  | Patxi Vila        | Spanien      |           |                                    |

### Gerolsteiner
Nationalitet:  Tyskland

Sportsleder: Hans-Michael Holczer
| Nr. | Navn              | Nationalitet | Placering | Bemærkninger |
| --- | ----------------- | ------------ | --------- | ------------ |
| 91  | Stefan Schumacher | Tyskland     |           |              |
| 92  | Robert Förster    | Tyskland     |           |              |
| 93  | Markus Fothen     | Tyskland     |           |              |
| 94  | Heinrich Haussler | Tyskland     |           |              |
| 95  | Bernhard Kohl     | Østrig       |           |              |
| 96  | Sven Krauss       | Tyskland     |           |              |
| 97  | Ronny Scholz      | Tyskland     |           |              |
| 98  | Fabian Wegmann    | Tyskland     |           |              |
| 99  | Peter Wrolich     | Østrig       |           |              |

### Crédit Agricole
Nationalitet:  Frankrig

Sportsleder: Serge Beucherie
| Nr. | Navn                 | Nationalitet | Placering | Bemærkninger        |
| --- | -------------------- | ------------ | --------- | ------------------- |
| 101 | Thor Hushovd         | Norge        |           | Vinder af 4. etape. |
| 102 | William Bonnet       | Frankrig     |           |                     |
| 103 | Alexander Botscharow | Rusland      |           |                     |
| 104 | Anthony Charteau     | Frankrig     |           |                     |
| 105 | Julian Dean          | New Zealand  |           |                     |
| 106 | Dmitriy Fofonov      | Kasakhstan   |           |                     |
| 107 | Patrice Halgand      | Frankrig     |           |                     |
| 108 | Sébastien Hinault    | Frankrig     |           |                     |
| 109 | Christophe Le Mevel  | Frankrig     | TBG       | Udgik på 15. etape. |

### Discovery Channel
Nationalitet:  USA

Sportsleder: Johan Bruyneel
| Nr. | Navn                    | Nationalitet | Placering | Bemærkninger                                   |
| --- | ----------------------- | ------------ | --------- | ---------------------------------------------- |
| 111 | Levi Leipheimer         | USA          |           |                                                |
| 112 | Alberto Contador        | Spanien      |           | Vinder af 14. etape.                           |
| 113 | Vladimir Gusev          | Rusland      |           |                                                |
| 114 | George Hincapie         | USA          |           |                                                |
| 115 | Egoi Martínez           | Spanien      |           |                                                |
| 116 | Benjamín Noval Gonzalez | Spanien      |           |                                                |
| 117 | Sergio Paulinho         | Portugal     |           |                                                |
| 118 | Yaroslav Popovych       | Ukraine      |           |                                                |
| 119 | Tomas Vaitkus           | Litauen      | TBG       | Udgik på grund af det store styrt på 2. etape. |

### Bouygues Télécom
Nationalitet:  Frankrig

Sportsleder: Christian Guiberteau
| Nr. | Navn             | Nationalitet | Placering | Bemærkninger                        |
| --- | ---------------- | ------------ | --------- | ----------------------------------- |
| 121 | Pierrick Fédrigo | Frankrig     |           |                                     |
| 122 | Stef Clement     | Holland      | TID       | Faldt for tidsgrænsen på 12. etape. |
| 123 | Xavier Florencio | Spanien      |           |                                     |
| 124 | Anthony Geslin   | Frankrig     |           |                                     |
| 125 | Laurent Lefèvre  | Frankrig     |           |                                     |
| 126 | Jérôme Pineau    | Frankrig     |           |                                     |
| 127 | Matthieu Sprick  | Frankrig     | TBG       | Udgået på 15. etape.                |
| 128 | Johann Tschopp   | Schweiz      |           |                                     |
| 129 | Thomas Voeckler  | Frankrig     |           |                                     |

### Agritubel
Nationalitet:  Frankrig

Sportsleder: Denis Leproux
| Nr. | Navn                | Nationalitet | Placering | Bemærkninger                                                                                |
| --- | ------------------- | ------------ | --------- | ------------------------------------------------------------------------------------------- |
| 131 | Juan Miguel Mercado | Spanien      |           |                                                                                             |
| 132 | Freddy Bichot       | Frankrig     |           |                                                                                             |
| 133 | Moises Duenas       | Spanien      |           |                                                                                             |
| 134 | Romain Feillu       | Frankrig     | TBG       | Udgået under 8. etape.                                                                      |
| 135 | Eduardo Gonzalo     | Spanien      | TBG       | Udgik efter at have kørt ind i en ledsagebil, hvor han røg igennem bagruden under 1. etape. |
| 136 | Cédric Hervé        | Frankrig     | TID       | Faldt for tidsgrænsen på 8. etape.                                                          |
| 137 | Nicolas Jalabert    | Frankrig     |           |                                                                                             |
| 138 | Benoît Salmon       | Frankrig     |           |                                                                                             |
| 139 | Nicolas Vogondy     | Frankrig     |           |                                                                                             |

### Cofidis
Nationalitet:  Frankrig

Sportsleder: Francis Van Londersele
| Nr. | Navn              | Nationalitet | Placering | Bemærkninger |
| --- | ----------------- | ------------ | --------- | --- |
| 141 | Sylvain Chavanel  | Frankrig     | TBG       | Udgået efter 16. etape pga. Christian Morenis doping                                                              |
| 142 | Stéphane Augé     | Frankrig     | TBG       | Udgået efter 16. etape pga. Christian Morenis doping                                                              |
| 143 | Geoffroy Lequatre | Frankrig     | TBG       | Stillede ikke til start på 6. etape.                                                                              |
| 144 | Christian Moreni  | Italien      | DIS       | Diskvalificeret efter 16. etape, da en dopingtest taget efter 11. etape afslørede spor af doping med testosteron. |
| 145 | Nick Nuyens       | Belgien      | TBG       | Udgået efter 16. etape pga. Christian Morenis doping                                                              |
| 146 | Ivan Parra        | Colombia     | TBG       | Udgået under 8. etape.                                                                                            |
| 147 | Staf Scheirlinckx | Belgien      | TBG       | Udgået efter 16. etape pga. Christian Morenis doping                                                              |
| 148 | Rik Verbrugghe    | Belgien      | TBG       | Udgået efter 16. etape pga. Christian Morenis doping                                                              |
| 149 | Bradley Wiggins   | England      | TBG       | Udgået efter 16. etape pga. Christian Morenis doping                                                              |

### Liquigas
Nationalitet:  Italien

Sportsleder: Dario Mariuzzo
| Nr. | Navn                  | Nationalitet | Placering | Bemærkninger                                              |
| --- | --------------------- | ------------ | --------- | --------------------------------------------------------- |
| 151 | Filippo Pozzato       | Italien      | TBG       | Vinder af 5. etape. Stillede ikke til start på 15. etape. |
| 152 | Michael Albasini      | Schweiz      |           |                                                           |
| 153 | Manuel Beltran        | Spanien      |           |                                                           |
| 154 | Kjell Carlström       | Finland      |           |                                                           |
| 155 | Murilo Fischer        | Brasilien    |           |                                                           |
| 156 | Aliaksandr Kuschynski | Hviderusland |           |                                                           |
| 157 | Manuel Quinziato      | Italien      |           |                                                           |
| 158 | Charles Wegelius      | England      |           |                                                           |
| 159 | Frederik Willems      | Belgien      |           |                                                           |

### La Française des Jeux
Nationalitet:  Frankrig

Sportsleder: Marc Madiot
| Nr. | Navn               | Nationalitet | Placering | Bemærkninger                             |
| --- | ------------------ | ------------ | --------- | ---------------------------------------- |
| 161 | Sandy Casar        | Frankrig     |           |                                          |
| 162 | Sébastien Chavanel | Frankrig     |           |                                          |
| 163 | Mickaël Delage     | Frankrig     |           |                                          |
| 164 | Rémy Di Grégorio   | Frankrig     | TBG       | Udgået med brækket albue inden 5. etape. |
| 165 | Philippe Gilbert   | Belgien      | TBG       | Trak sig inden 15. etape.                |
| 166 | Lilian Jégou       | Frankrig     |           |                                          |
| 167 | Matthieu Ladagnous | Frankrig     |           |                                          |
| 168 | Thomas Lövkvist    | Sverige      |           |                                          |
| 169 | Benoît Vaugrenard  | Frankrig     |           |                                          |

### Quick Step-Innergetic
Nationalitet:  Belgien

Sportsleder: Wilfried Peeters
| Nr. | Navn               | Nationalitet | Placering | Bemærkninger                     |
| --- | ------------------ | ------------ | --------- | -------------------------------- |
| 171 | Tom Boonen         | Belgien      |           | Vinder af 6. etape og 12. etape. |
| 172 | Carlos Barredo     | Spanien      |           |                                  |
| 173 | Steven de Jongh    | Holland      |           |                                  |
| 174 | Juan Manuel Garate | Spanien      |           |                                  |
| 175 | Sébastien Rosseler | Belgien      |           |                                  |
| 176 | Gert Steegmans     | Belgien      |           | Vinder af 2. etape.              |
| 177 | Bram Tankink       | Holland      |           |                                  |
| 178 | Matteo Tosatto     | Italien      |           |                                  |
| 179 | Cédric Vasseur     | Frankrig     |           | Vinder af 12. etape.             |

### Team Milram
Nationalitet:  Italien

Sportsleder: Vittorio Algeri
| Nr. | Navn                  | Nationalitet | Placering | Bemærkninger                                  |
| --- | --------------------- | ------------ | --------- | --------------------------------------------- |
| 181 | Erik Zabel            | Tyskland     |           |                                               |
| 182 | Alessandro Cortinovis | Italien      |           |                                               |
| 183 | Ralf Grabsch          | Tyskland     |           |                                               |
| 184 | Andriy Grivko         | Ukraine      |           |                                               |
| 185 | Christian Knees       | Tyskland     |           |                                               |
| 186 | Brett Lancaster       | Østrig       | TBG       | Udgået på 5. etape på grund af maveproblemer. |
| 187 | Alberto Ongarato      | Italien      | TBG       | Udgået på 12. etape efter styrt.              |
| 188 | Enrico Poitschke      | Tyskland     |           |                                               |
| 189 | Marcel Sieberg        | Tyskland     |           |                                               |

### Astana Team
Nationalitet:  Schweiz

Sportsleder: Mario Kummer
| Nr. | Navn                | Nationalitet | Placering | Bemærkninger |
| --- | ------------------- | ------------ | --------- | --- |
| 191 | Alexander Vinokurov | Kasakhstan   | DIS       | Vinder af 13. etape (enkeltstart) samt 15. etape. Under 2. hviledag (mellem 15. og 16. etape) blev det afsløret at Vinokourov var testet positiv for bloddoping efter enkeltstarten på 13. etape. |
| 192 | Antonio Colom       | Spanien      | TBG       | Trak sig på 2. hviledag grundet Vinokourovs doping. |
| 193 | Maksim Iglinskij    | Kasakhstan   | TBG       | Trak sig på 2. hviledag grundet Vinokourovs doping. |
| 194 | Sergej Ivanov       | Rusland      | TBG       | Trak sig på 2. hviledag grundet Vinokourovs doping. |
| 195 | Andrey Kashechkin   | Kasakhstan   | TBG       | Trak sig på 2. hviledag grundet Vinokourovs doping. |
| 196 | Andreas Klöden      | Tyskland     | TBG       | Trak sig på 2. hviledag grundet Vinokourovs doping. |
| 197 | Daniel Navarro      | Spanien      | TBG       | Trak sig på 2. hviledag grundet Vinokourovs doping. |
| 198 | Gregory Rast        | Schweiz      | TBG       | Trak sig på 2. hviledag grundet Vinokourovs doping. |
| 199 | Paolo Savoldelli    | Italien      | TBG       | Trak sig på 2. hviledag grundet Vinokourovs doping. |

### Saunier Duval-Prodir
Nationalitet:  Spanien

Sportsleder: Joxean Fernandez
| Nr. | Navn                   | Nationalitet | Placering | Bemærkninger                         |
| --- | ---------------------- | ------------ | --------- | ------------------------------------ |
| 201 | David Millar           | Skotland     |           |                                      |
| 202 | Iker Camano            | Spanien      |           |                                      |
| 203 | David Cañada           | Spanien      |           |                                      |
| 204 | Juan José Cobo         | Spanien      |           |                                      |
| 205 | David de la Fuente     | Spanien      |           |                                      |
| 206 | Ruben Lobato           | Spanien      | TBG       | Stillede ikke til start på 6. etape. |
| 207 | Iban Mayo              | Spanien      |           |                                      |
| 208 | Christophe Rinero      | Frankrig     |           |                                      |
| 209 | Francisco José Ventoso | Spanien      | TBG       | Stillede ikke til start på 14. etape |

### Barloworld
Nationalitet:  Storbritannien

Sportsleder: Alberto Volpi
| Nr. | Navn                 | Nationalitet | Placering | Bemærkninger           |
| --- | -------------------- | ------------ | --------- | ---------------------- |
| 211 | Alexander Efimkin    | Rusland      |           |                        |
| 212 | Félix Cardenas       | Colombia     |           |                        |
| 213 | Gianpaolo Cheula     | Italien      |           |                        |
| 214 | Enrico Degano        | Italien      | TBG       | Udgået under 6. etape. |
| 215 | Geraint Thomas       | England      |           |                        |
| 216 | Robert Hunter        | Sydafrika    |           | Vinder af 11. etape    |
| 217 | Paolo Longo Borghini | Italien      |           |                        |
| 218 | Kanstantsin Siutsou  | Hviderusland |           |                        |
| 219 | Mauricio Soler       | Colombia     |           | Vinder af 9. etape.    |